# Tomorrow Comes Today (EP)
Tomorrow Comes Today è il primo EP del gruppo musicale britannico Gorillaz, pubblicato il 27 novembre 2000 dalla Parlophone.
Il brano omonimo e Rock the House, pubblicati poi come singoli rispettivamente nel 2001 e nel 2002, sono stati inclusi nel loro album di debutto Gorillaz, insieme a una nuova versione di Latin Simone.

## Tracce
1. Tomorrow Comes Today – 3:14
2. Rock the House – 4:09
3. Latin Simone – 3:39
4. 12D3 – 3:24
5. Tomorrow Comes Today (Enhanced Video) – 3:23 – assente nell'edizione 12"